# Manuel Ascencio Padilla
Manuel Asencio Padilla (Moromoro, Virreinato del Perú (actual Ravelo, Bolivia), 28 de septiembre de 1774 - La Laguna, Provincias Unidas del Río de la Plata (actual Padilla, Bolivia); 14 de septiembre de 1816) fue un hacendado, caudillo, militar y político de la región altoperuana, que luchó a favor de las Provincias Unidas del Río de la Plata contra el Ejército Real del Perú. Comandó la región de La Laguna, desde donde operaban distintas guerrillas que involucraban el norte de Chuquisaca y parte del noreste de Potosí. Murió en combate, defendiendo su comandancia contra las fuerzas del coronel realista Francisco Xavier Aguilera.

## Biografía
Manuel Padilla era el hijo de los hacendados Manuel Melchor Padilla y Eugenia Gallardo, y vivió en el campo casi toda su juventud. Se enroló en el ejército siendo muy joven, participando en la represión y ajusticiamiento de Dámaso Catari,[cita requerida] el sucesor de Túpac Amaru en el La Paz.
Estudió derecho en la Universidad Mayor, Real y Pontificia de San Francisco Xavier de Chuquisaca, pero abandonó sus estudios para casarse con la joven Juana Azurduy (o Asurdui) en 1799. De la unión nupcial, tuvieron cinco hijos: Manuel, Mariano, Juliana, Mercedes y Luisa. El deseo de darle un futuro próspero a sus hijos llevó a Padilla a involucrarse en la política del gobierno de la intendencia de Chuquisaca: en 1809 logró ser alcalde pedáneo —autoridad regional de mínima jurisdicción— de San Miguel de Matamoros (o Mata Moros). Desde ese cargo se opuso a la remisión de víveres para el auxilio de las tropas que venían a sofocar el movimiento juntista que había estallado en la ciudad de La Plata el 25 de mayo del mismo año. Tras ser ésta derrotada, huyó a ocultarse en las aldeas de indios de la sierra.
En septiembre de 1810, la ciudad de Cochabamba se plegó a la Revolución de Mayo y reconoció a la Primera Junta de Buenos Aires. Padilla fue nombrado comandante civil y militar de una zona de Chuquisaca que limitaba con las provincias de Cochabamba y Santa Cruz de la Sierra, con centro en La Laguna (hoy Padilla). Desde allí apoyó con sus 2000 guerrilleros indios la campaña de Esteban Arze, que logró la victoria de Aroma.
Alojó en sus haciendas al Ejército del Norte y apoyó la política de sus jefes, especialmente del doctor Juan José Castelli. Después de la derrota que las fuerzas rioplatenses sufrieron en la batalla de Huaqui, sus bienes fueron incautados y su esposa cayó presa. Padilla logró rescatarla, por lo que pasó con sus hijos al campamento móvil de su esposo. El general  vencedor, José Manuel de Goyeneche, ofreció a Padilla un empleo público y el indulto para que se pasase a los realistas, pero este se negó.
Si bien logró una victoria en el pueblo de Pintatora, luego fue derrotado en Tacobamba. Se retiró hacia el sur y se unió al Éxodo Jujeño, a órdenes del general Manuel Belgrano. Participó en las batallas de Tucumán y Salta, que fueron decisivas para la expulsión definitiva de los realistas de las provincias que actualmente integran el norte de Argentina.
Padilla se reencontró con su esposa y su familia cuando los ejércitos patriotas del mayor general Eustoquio Díaz Vélez entraron en Potosí, el 17 de mayo de 1813.
A mediados de ese año logró reunir en La Laguna un enorme contingente de casi diez mil hombres, en su mayoría indígenas. Se constituiría la región de La Laguna como una comandancia militar desde donde operarían las futuras guerrillas, teniendo como aérea de acción un área que abarcaba desde los límites de Chuquisaca con Cochabamba y Santa Cruz de la Sierra, hasta ramificaciones de la cordillera de los Frailes y las serranías de Carretas, Sombreros y Mandinga. El estilo de comandancias en donde los grupos de rebeldes se acuartelaban, fue llamado por Bartolomé Mitre como republiquetas.
Sin embargo, Belgrano los utilizó como guías y como transporte de cañones a través de las montañas. Aún después de su primera derrota, sólo aceptó la colaboración marginal del batallón de “Leales”, bajo el mando de Juana Azurduy, en la batalla de Ayohuma, en que las tropas rioplatenses fueron derrotadas por los realistas. Reconociendo su error, posteriormente el general la condecoró, regalándole su espada.
Mientras el Ejército se retiraba, los Padilla comenzaban una eficaz guerra de guerrillas contra los realistas, en la zona de Mojotoro, Yamparáez, Tarabuco, Tomina y La Laguna. Esta última villa se llama actualmente "Padilla" y un pueblo vecino, "Azurduy". Otros jefes, como Ignacio Warnes, Juan Antonio Álvarez de Arenales y Vicente Camargo, organizaron también guerrillas de resistencia.
Tras varias semanas de lucha, los realistas secuestraron a los cuatro hijos de los Padilla y mataron a los dos varones. A continuación usaron a las niñas como señuelo para atrapar al caudillo. La respuesta de Padilla y su esposa, seguidos por algunos soldados, fue atacar furiosa y ciegamente a sus enemigos, consiguiendo matarlos y rescatar a las niñas, pese a que murieron días más tarde. A partir de ese momento, se convirtió en uno de los caudillos más violentos del Alto Perú, lo que lo llevó incluso a enfrentamientos con caudillos como Umaña.
Cuando en abril de 1815, el tercer ejército rioplatense al mando de José Rondeau se acercaba a las provincias altas, el brigadier Miguel Tacón y Rosique abandonó la persecución de Padilla y se dirigió contra Rondeau. Padilla, que seguía los movimientos del enemigo, aprovechó la ocasión para ocupar Chuquisaca. Rondeau, con la misma arrogancia con que lo había hecho Belgrano, le ordenó volver a su provincia para defenderla del inexistente peligro de los chiriguanos. Después de la "nueva, humillante y definitiva derrota en los campos de Sipe Sipe", en noviembre de 1815,  y en plena retirada hacia Salta, Rondeau le escribió una carta a Padilla  pidiéndole que hostilizase al enemigo y reconcentrase lo que había quedado dispersado: "oficiales y tropa rezagadas", y recogiera el armamento.
La enérgica  respuesta de Padilla, que él mismo califica como "reservada", es un documento en el que se expresa las ideas de identidad de los caudillos altoperuanos y sus sentimientos en contraposición a la "desconfianza rastrera" de Buenos Aires.

Lo haré como he acostumbrado hacerlo en más de cinco años [...] donde los [alto] peruanos privados de sus propios recursos [...] sembrando de cadáveres sus campos, sus pueblos de huérfanos y viudas [...] llenos los calabozos de hombres y mujeres que han sido sacrificados por la ferocidad de sus implacables enemigos, hechos y ludibrios del ejército de Buenos Aires, vejados, desatendidos en sus méritos [...] la infame conducta que con el mayor escándalo deshizo, rebajó y ofendió al virtuoso regimiento de Chuquisaca [...] la prisión de Centeno y Cárdenas por haber hostilizado a Goyeneche [...] La prisión de mi persona por haber pedido que se me designe un puesto para hostilizar a Pezuela [...] El gobierno de Buenos Aires, manifestando una desconfianza rastrera, ofendió la honra de estos habitantes [...] el ejército de Buenos Aires con el nombre de "auxiliador" para la patria [Alto Perú] se posesiona de todos estos lugares a costa de la sangre de sus hijos y hace desaparecer sus riquezas, niega sus obsequios y generosidad. [...] Y ahora que el enemigo ventajoso inclina su espada sobre los que corren despavoridos y saqueando [se refiere a Rondeau y su ejército], ¿debemos salir nosotros sin armas a cubrir sus excesos y cobardía? [...] pero esta confesión fraternal, ingenua y reservada [sic], sirva en lo sucesivo para mudar de costumbres, adoptar una política juiciosa, traer oficiales que no conozcan el robo, el orgullo y la cobardía [...] Todavía es tiempo de remedio, propenda V.S. a ello; si Buenos Aires defiende la América para los americanos y si no....

Dios guarde a V. muchos años.

Laguna, 21 de diciembre de 1815. Manuel Ascencio Padilla. (Gantier, 1946, p. 139/140)

La guerra continuó sin cuartel, pero los patriotas iban siendo vencidos uno a uno. De acuerdo al historiador Bartolomé Mitre, de más de ciento dos caudillos que lucharon contra los realistas, al final de la guerra sólo quedaban nueve con vida. En mayo de 1816 caía el coronel Camargo en Cinti, y fue de inmediato degollado. En su honor, la villa de Cinti se llama actualmente Camargo.
Tras una serie de batallas menores, rodeadas por un enorme número de enemigos, las fuerzas de Padilla fueron vencidas en la batalla de La Laguna. El vencedor, coronel Aguilera, ordenó matar a los prisioneros, entre ellos a Padilla. Su cabeza fue expuesta en la punta de una lanza en la plaza de La Laguna.
El general Belgrano lo nombró coronel, sin saber que ya había muerto. Al enterarse, nombró teniente coronel a Juana Azurduy, que intentaba seguir sin su marido. Pero también Juana debió retirarse hacia el sur, refugiándose en la ciudad de Salta. Regresó a Chuquisaca en 1825, después de la derrota final realista, donde a fines de ese año la visitaron Simón Bolívar y Antonio José de Sucre. Moriría el 25 de mayo de 1862, acompañada por su única hija sobreviviente.

## Honores
La ciudad de Padilla, Bolivia, fue nombrada en su honor.